# By Myself
«By Myself» (en español "Por mi mismo") es una canción de la banda de nu metal Linkin Park perteneciente perteneciente a su álbum debut Hybrid Theory. En ese disco ocupa la pista n.º 7, y se convirtió en un gran éxito comercial y crítico.

## Canción
La canción "By Myself" habla sobre la sensación de estar solo y luchar contra los problemas personales sin ayuda externa. El tema aborda la autodeterminación y la fuerza interna necesaria para superar dificultades y desafíos. La letra refleja sentimientos de frustración, alienación y determinación para enfrentar las adversidades sin depender de los demás. Aunque no se lanzó un videoclip oficial para By Myself, Linkin Park produjo videos musicales para otras pistas destacadas de Hybrid Theory.
Elnombre del remake en el álbum Reanimation es "By_Myslf"

## Composición
Tiene una duración de 3 minutos con 09 segundos, de los géneros Nu metal y Rap metal. La canción fue escrita por todos los miembros de la banda: Chester Bennington, Mike Shinoda, Brad Delson, Rob Bourdon y Dave Farrell. Fue producida por Don Gilmore, quien también trabajó en la producción del álbum Hybrid Theory. By Myself tiene un tempo estimado de alrededor de 95-100 BPM (Pulsaciones por minuto).
- Datos: Q12156246